# Colomyia appendiculata
Colomyia appendiculata är en tvåvingeart som beskrevs av Jean-Jacques Kieffer 1901. Colomyia appendiculata ingår i släktet Colomyia och familjen gallmyggor.
Artens utbredningsområde är Frankrike. Inga underarter finns listade i Catalogue of Life.